# Urojaine, Bobrovîțea
Urojaine (în ucraineană Урожайне) este un sat în orașul raional Bobrovîțea din regiunea Cernihiv, Ucraina.

## Demografie
Componența lingvistică a localității Urojaine
     Ucraineană (100%)
Conform recensământului din 2001, toată populația localității Urojaine era vorbitoare de ucraineană (100%).